# 6296 Cleveland
6296 Cleveland (1988 NC) là một tiểu hành tinh vành đai chính bên trong được phát hiện ngày 12 tháng 7 năm 1988 bởi Helin, E. F. ở Palomar.